# 스미스 & 웨슨 모델 10
스미스 & 웨슨 모델 10(Smith & Wesson Model 10)은 스미스 & 웨슨사의 38구경 리볼버 권총이다. 대한민국 경찰의 공식 권총은 모델 10이었다가 2000년대 후반에 스미스 & 웨슨 모델 60으로 바뀌었다. 9 mm 구경탄의 하나인 .38 스페셜 탄약을 사용한다.

## 같이 보기
- 스미스 & 웨슨 모델 60 - 보다 작고 가벼워 졌다.